# On Stage (album d'Elvis Presley)
Pour les articles homonymes, voir On Stage.
Albums de Elvis Presley
From Memphis to Vegas / From Vegas to Memphis
(1969) Almost in Love
(1970)
Singles
1. The Wonder of You
Sortie : 20 avril 1970

On Stage est un album d'Elvis Presley sorti le 1er juin 1970. C'est un album live enregistré au International Hotel de Las Vegas du 16 au 19 février de la même année. Il fait suite à l'album From Memphis to Vegas (également intitulé Elvis in Person at the International Hotel) enregistré au même endroit en août 1969. Deux chansons d'On Stage, Runaway et Yesterday, sont d'ailleurs des enregistrements du 25 août 1969. Le King est accompagné par The Imperials Quartet. Contrairement au premier, qui faisait la part belle aux tubes personnels d'Elvis comme Hound Dog, All Shook Up ou Suspicious Minds, On Stage est entièrement constitué de reprises d'artistes tels que Neil Diamond, The Beatles, Creedence Clearwater Revival  ou Gilbert Bécaud. La chanson The Wonder of You sort d'abord en single le 20 avril 1970.

## Titres

### Face 1
1. See See Rider (trad.) – 3:08
2. Release Me (Eddie Miller (en), Dub Williams, Robert Yount) – 3:11
3. Sweet Caroline (Neil Diamond) – 2:43
4. Runaway (Del Shannon, Max Crook) – 2:47
5. The Wonder of You (Baker Knight) – 2:38

### Face 2
1. Polk Salad Annie (Tony Joe White) – 5:33
2. Yesterday (John Lennon, Paul McCartney) – 2:27
3. Proud Mary (John Fogerty) – 2:47
4. Walk a Mile in My Shoes (Joe South) – 2:59
5. Let It Be Me (Gilbert Bécaud, Pierre Delanoë, Mann Curtis) – 3:39